# Erika Stárková
Erika Stárková (* 8. července 1984 Nové Město na Moravě) je česká herečka.

## Život
Po absolvování brněnské konzervatoře vystudovala v roce 2009 činoherní herectví na Divadelní fakultě Janáčkovy akademie múzických umění v Brně. Do roku 2007 působila v Národním divadle Brno. Od roku 2009 měla stálé angažmá v HaDivadle. Později působila např. v Činoherním studiu Ústí nad Labem a Švandově divadle, aktuálně hraje v Divadle pod Palmovkou a Městských divadlech pražských. Kromě toho se věnuje zpěvu, zejména jazzu a soulu.
Objevila v mnoha český seriálech jako Četnické humoresky, Kriminálka Anděl, Tátové na tahu nebo Strážmistr Topinka. V seriálu České televize Most! ztvárnila roli trans ženy Dáši. Nadaboval ji Jan Cina. Vystupovala v sedmé řadě televizní show Tvoje tvář má známý hlas.
Jejím švagrem je herec Václav Neužil.
V prosinci 2021 se jí narodila dcera Alma, jejímž otcem je peruánský indiánský hudebník Cesar Chunk.  

## Role vHaDivadle
- Eva Braunová – Doma u Hitlerů aneb Historky z Hitlerovic kuchyně
- Maryša – Maryša
- Tajná zpráva z planety matek / Mamma Guerilla